# Robert Cohen (boxe anglaise)
Pour les articles homonymes, voir Robert Cohen et Cohen.
Robert Cohen est un boxeur français né le 15 novembre 1930 à Bône en Algérie et mort le 2 mars 2022 à Bruxelles en Belgique.

## Carrière
Issu d'une famille juive algérienne ,, — son respect de la cacherout compliquait ses déplacements professionnels — il devient en 1954 champion d'Europe puis champion du monde des poids coqs en battant aux points à Bangkok le boxeur thaïlandais Chamroen Songkitrat. Il conserve l'année suivante cette ceinture en faisant match nul contre Willie Toweel puis s'incline face à Mario D'Agata le 29 juin 1956 par arrêt de l'arbitre à la 7e reprise. Il réside en Afrique du Sud et en Belgique.
Il est cité par l'International Jewish Sports Hall of Fame,.